# Strada statale 626 della Valle del Salso
La strada statale 626 della Valle del Salso (SS 626), anche nota impropriamente come scorrimento veloce Caltanissetta-Gela, è una strada di grande comunicazione (SGC) che collega Caltanissetta e Gela, correndo quasi esclusivamente all'interno del territorio nisseno.
È previsto il completamento dell'infrastruttura con la realizzazione di ulteriori 15 chilometri di tracciato costituenti la cosiddetta Tangenziale di Gela.

## Storia
Con il decreto del Ministro dei Lavori Pubblici n. 955 del 9 novembre 1988 la strada viene classificata come statale con i seguenti capisaldi di itinerario: "innesto s.s. n. 640 presso la stazione di Imera - svincolo per Caltanissetta e Pietraperzia - svincolo per Ravenusa - svincolo per Riesi - innesto s.s. n. 115 in località Ponte Torto presso Gela".
Il 21 maggio 2009 sul viadotto Geremia II (lunghezza: 1480 metri, altezza massima: ca. 90 metri), in località Butera, una porzione di impalcato di travi in c.a.p. si è staccata dal giunto della nona pila in direzione di Gela. Tale sconnessione è dovuta a una escursione orizzontale, che genera una torsione delle stesse travi in c.a.p. A seguito della sconnessione, che ha creato un gradino in corrispondenza del giunto di circa 30 centimetri, sono state contuse due persone che vi transitavano. Una settimana dopo è crollata la parte interessata al danno da un'altezza di 70 metri e l'intero tratto di strada compreso tra lo svincolo di Butera e l'innesto con la SS 115 è stato interdetto al traffico. Le rampe di accesso sulla piana di Gela non sono state, pertanto, accessibili fino al 30 luglio 2012, data in cui l'arteria è tornata ad essere percorribile.

## Descrizione

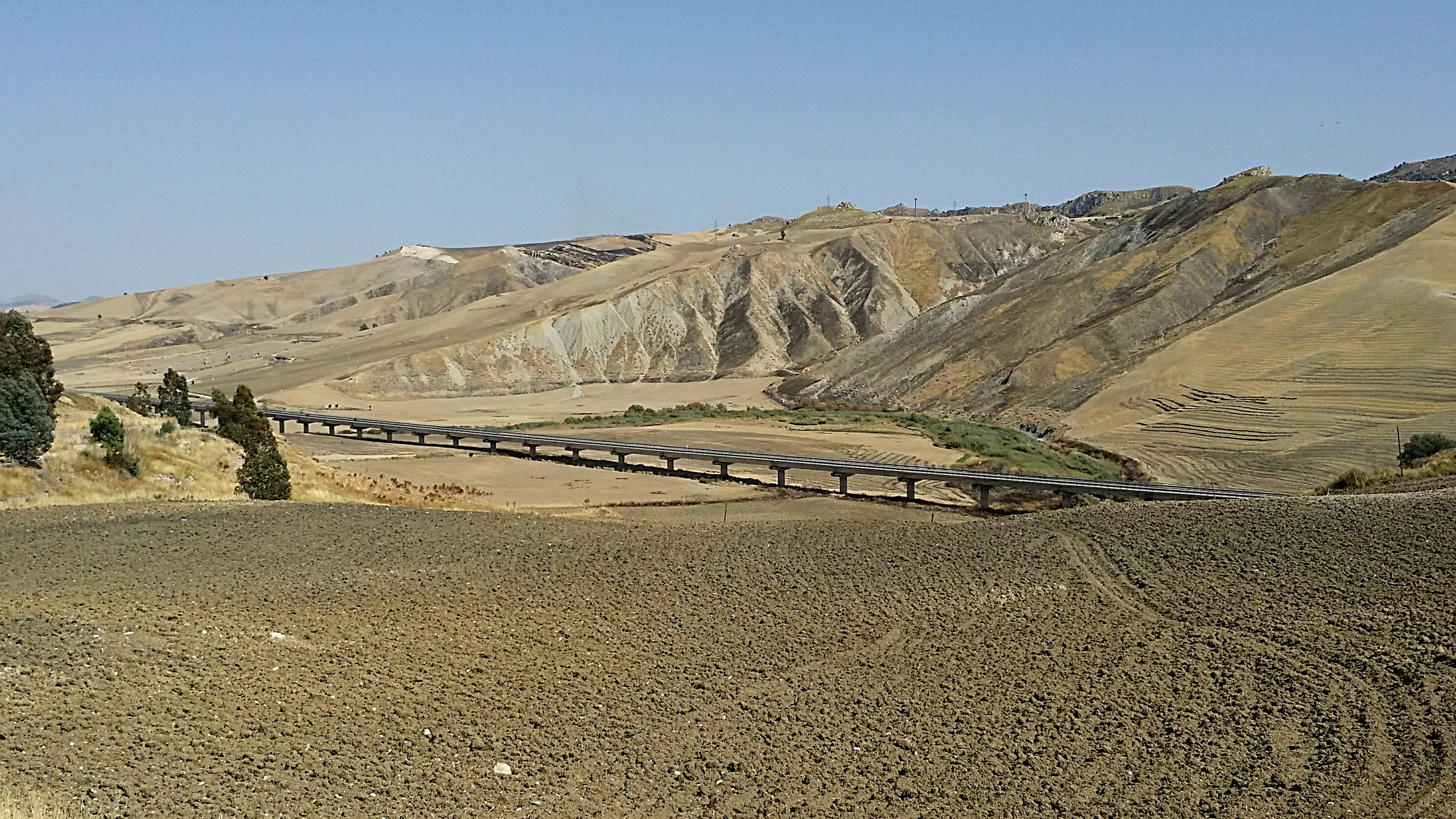
Il viadotto Besaro, al confine tra le province di Enna e Caltanissetta.

La strada ha origine a nord, dallo svincolo denominato Imera sulla strada statale 640 Strada degli Scrittori, a poche centinaia di metri dall'innesto con la A19. Nel primo tratto, fino allo svincolo mai completato della dir Licata-Braemi, l'arteria procede verso sud in gran parte su lunghi viadotti realizzati seguendo approssimativamente il percorso dell'Imera meridionale, anche detto Salso (da qui il nome Valle del Salso).
La strada non attraversa direttamente zone di interesse industriale o artigianale né centri urbani: si snoda invece attraverso ampie zone di campagna disabitata; varie località di interesse ad una distanza minima di 6 km dall'arteria sono raggiungibili attraverso un numero limitato di svincoli: gli svincoli di Ponte Capodarso sulla SS 122 e in particolare il più moderno SS 640 Raccordo di Pietraperzia servono le città di Caltanissetta, Pietraperzia e Barrafranca; Riesi, Mazzarino e a circa 40 km di distanza Niscemi sono collegati alla SS 626 tramite lo svincolo di Judeca sulla SS 190 delle Solfare; Butera è servita dallo svincolo omonimo posto sulla SP 49. La città di Gela è già raggiungibile uscendo dallo svincolo di Butera per poi seguire la SP 8.
Superata Butera il percorso devia bruscamente verso sud-ovest per attraversare un'altra zona prevalentemente disabitata e avvicinandosi alla provincia di Agrigento: questo ultimo tratto di più di 10 km, completato nel 2006 dopo diversi anni rispetto al resto dell'arteria e privo di svincoli di rilievo, porta la SS 626 a terminare a sud confluendo sulla SS 115, in un punto pressoché equidistante tra Gela e Licata: a 14 km dal centro di Gela, 17 km dalla zona industriale della stessa Gela e a meno di 18 km da Licata.
I primi 12 km di strada, da Imera fino all'allaccio con la strada statale 640 dir Raccordo di Pietraperzia, costituiscono un percorso alternativo, consigliato ai mezzi pesanti provenienti dalla Autostrada A19 e diretti ad Agrigento, e viceversa, per bypassare la SS 640 nell'attraversamento urbano di Caltanissetta, in particolare per evitare l'effetto imbuto provocato dall'ingresso all'interno della galleria Sant'Elia, proprio sotto il capoluogo nisseno.

### Tabella percorso
Su sfondo colorato i tratti interessati dai lavori di ammodernamento del secondo lotto:
- su sfondo  grigio i tratti in costruzione;
- su sfondo  rosso i tratti  in progetto[5].

| della Valle del Salso |                                              |      |           |
| Tipo                  | Indicazione                                  | km   | Provincia |
|                       | Svincolo Imera Strada degli Scrittori        | 0,0  | CL        |
|                       | Agrigentina di Marcatobianco                 | 6,1  | EN        |
|                       | Raccordo di Pietraperzia                     | 12,1 | CL        |
|                       | Licata-Braemi (in costruzione)               |      | EN        |
|                       | Ponte Braemi-Bivio Le Schette                | 31,6 | CL        |
|                       | Svincolo Judeca delle Solfare                | 39,6 | CL        |
|                       | per Butera                                   | 45,7 | CL        |
|                       | C.da Carruba                                 | 55,7 | CL        |
|                       | Zona industriale                             | 58,0 | CL        |
|                       | Sud Occidentale Sicula                       | 58,7 | CL        |
|                       | Gela ovest                                   |      | CL        |
|                       | Butera                                       |      | CL        |
|                       | Mazzarino                                    |      | CL        |
|                       | Centrale Sicula                              |      | CL        |
|                       | Tangenziale di Gela Autostrada Siracusa-Gela |      | CL        |

## Lavori e progetti
Per completare l'infrastruttura nei prossimi anni è prevista la realizzazione di ulteriori 15 chilometri che costituiranno la cosiddetta Tangenziale di Gela. L'opera, oggetto di un finanziamento pubblico di 316 milioni di euro, oltre a costituire una circonvallazione permetterà il collegamento con la strada statale 117 bis, l'asse dei servizi della zona industriale gelese e la futura autostrada A18 per Siracusa.